# Premios Flipesci
Los Premios Flipesci son un galardón cinematográfico creado por la página web No Te Salves a la que pronto se unieron El Café de Rick y Precríticas. En septiembre de 2016 El Café de Rick y Precríticas se unieron en una nueva web llamada El Contraplano, que pasó a albergar y organizar los Premios Flipesci. En la actualidad el jurado lo conforman redactores y colaboradores de El Contraplano y varios colaboradores de medios como La Finestra Digital, El Diario Vasco, Fotogramas, Dirigido Por, El Punt Avui o Arteuparte, entre otros. Su nombre nace de una broma al buscar algo parecido a Fipresci (asociación que da nombre a otros premios cinematográficos).
Hay diferentes categorías de Premios Flipesci. Por un lado están los premios que otorgan en diferentes Festivales, en lo que se premian a las mejores películas de cada certamen en diferentes categorías y, por otro lado, están los Premios Anuales Flipesci, que premian a la mejor película del año entre las estrenadas en España.

## Historia
Los Premios Flipesci, habitualmente llamados los Flipesci, son unos premios creados en 2011 por las páginas web No Te Salves y El Café de Rick para determinar cual era la mejor película que sus redactores veían en la 59.ª edición del Festival Internacional de Cine de San Sebastián, siendo The Artist la elegida.
En 2012 la página web Precríticas se unió a los premios y se amplió el número de miembros del jurado, incluyendo miembros ajenos a las páginas web que apoyan el premio. También dividieron los votos en diferentes categorías: Sección Oficial, Perlas y Nuevos Directores. Las ganadoras fueron, respectivamente, Dans La Maison, No y Shell.
En febrero de 2013 se entregaron los primeros Premios Anuales Flipesci, que premiaban las mejores películas estrenadas en España entre el 1 de enero y el 31 de diciembre de 2012. Shame, del británico Steve McQueen, fue la primera premiada. También hubo premios a Mejor dirección: Léos Carax, por Holy Motors; Mejor actor: Michael Fassbender, por Shame; Mejor actriz: Marion Cotillard, por De óxido y hueso; Mejor guion: François Ozon y Juan Mayorga, por En la casa y Mejor banda sonora: Alexander Desplat, por Moonrise Kingdom.
En enero de 2014 se dio un paso más, lanzándose el sitio web flipesci.com, donde algunos miembros del jurado pueden ir votando a lo largo del año las películas que van viendo (desde 2017 ese sistema de votaciones se integró en El Contraplano). También se entregaron los II Premios Anuales aumentando el número de categorías premiadas al incluir mejor actor secundario y mejor actriz secundaria. Desde 2015 también premian la mejor película de la Semana de Cine Fantástico y de Terror de San Sebastián, a la que otorgan el Gran Sustito de Oro.
Desde 2016 también entregan el Flipesci Cannois a la mejor película del Festival de Cannes.
Tras la finalización del 64 Festival Internacional de Cine San Sebastián en el año 2016, Flipesci pasó a estar integrada dentro del nuevo proyecto El Contraplano, fusión de Precríticas y El Café de Rick.
La edición de los Flipescis Anuales 2016 se celebró por primera vez en el Hotel Astoria 7 de San Sebastián el 29 de enero de 2017.
Desde 2017 también se entrega el Flipesci Vaporetto a la mejor película del Festival Internacional de Cine de Venecia.
En la VII edición de los Premios Anuales se instauró un nuevo galardón, el Gran Premio Flipesci Honorífico. El periodista cultural donostiarra Ricardo Aldarondo fue su primer ganador. Esa misma noche la película El hilo invisible logró seis galardones batiendo el récord que había instaurado en la III edición Boyhood.
En 2019, durante la fiesta de clausura del Festival de Cine de San Sebastián, se entregó el Flipesci Zinemaldia a la película La trinchera infinita. Sus directores Jon Garaño, Aitor Arregui y Jose Mari Goenaga se convirtieron en los primeros premiados que recogían un premio en persona.
En 2020, debido a la suspensión del Festival de Cannes, no se entregó el Flipesci Cannois. En el Festival de Venecia se otorgó por primera vez un premio especial, el Flipesci Especial Mascherina a Sportin’ Life de Abel Ferrara, la película mejor puntuada en la edición pero que no optaba al Vaporetto porque no estaba en la Sección Oficial.
En enero de 2021, las restricciones sanitarias para combatir la pandemia de CoVid-19 provocaron la anulación de la Gran Gala Flipesci de entrega de los Premios Anuales. En su lugar, el 30 de enero se emitió el anuncio de los premiados y premiadas en directo por YouTube. Dicha ceremonia contó con la presencia de personas ilustres del mundo del cine como Borja Cobeaga, José Luis Rebordinos, Marisa Fernández Armenteros, Jon Garaño, José Mari Goenaga, Aitor Arregi, Xabier Berzosa, Diego San José, Aritz Moreno y Leire Apellaniz.

## Histórico de Premios

### Flipesci del 59 Festival de Cine de San Sebastián
The Artist.

### Flipescis del 60 Festival de Cine de San Sebastián
- Sección Oficial: En la casa
- Sección Perlas:  No
- Sección Nuevos Directores:  Shell

### Flipescis Anuales 2013
- Mejor película: Shame
- Mejor dirección: Léos Carax, por Holy Motors
- Mejor actor: Michael Fassbender, por Shame
- Mejor actriz: Marion Cotillard, por De óxido y hueso
- Mejor guion: François Ozon y Juan Mayorga por En la casa
- Mejor banda sonora: Alexander Desplat, por Moonrise Kingdom

### Flipescis del 61 Festival de Cine de San Sebastián
Sección Oficial: Quai d'Orsay
Sección Perlas y Zabaltegi: La vida de Adèle

### Flipescis Anuales 2014
- Mejor Película: La gran belleza
- Mejor Director: Abdellatif Kechiche por La vida de Adèle
- Mejor Actor: Jean-Louis Trintignant por Amor
- Mejor Actriz: Adèle Exarchopoulos por La vida de Adèle
- Mejor actor secundario: Philip Seymour Hoffman por The Master
- Mejor actriz secundaria: Lèa Seydoux por La vida de Adèle
- Mejor Guion: Richard Linklater, Julie Delpy y Ethan Hawke por Antes del anochecer
- Mejor banda sonora: Dan Romer y Benh Zeitlin por Bestias del sur salvaje

### Flipescis del 62 Festival Internacional de Cine de San Sebastián[14]
Sección Oficial: Magical Girl, de Carlos Vermut
Sección Perlas: The salt of the eart, de Wim Wenders

### Flipescis anuales 2015[15]
- Flipesci a mejor película: Boyhood
- Flipesci a mejor director: Richard Linklater (Boyhood)
- Flipesci a mejor actriz: Rosamund Pike (Perdida)
- Flipesci a mejor actor: Bruce Dern (Nebraska)
- Flipesci a mejor actriz secundaria: Patricia Arquette (Boyhood)
- Flipesci a mejor actor secundario: Ethan Hawke (Boyhood)
- Flipesci a mejor guion: Richard Linklater (Boyhood)
- Flipesci a mejor banda sonora original: Alexandre Desplat (El Gran Hotel Budapest)

### Flipescis del 63 Festival Internacional de Cine de San Sebastián[16]
- Sección Oficial: Gran Flipesci de Oro: Evolution de Lucile Hadzihalilovic
- Sección Perlas: Saul fia (Son of Saul) de László Nemes

### Flipescis de la XXVI Semana de Cine Fantástico y de Terror de San Sebastián[17]
- Gran Sustito de oro: The Hallow de Corin Hardy

### Flipescis anuales 2016[18]
- Flipesci a mejor película: El Club
- Flipesci de plata: Inside Out
- Flipesci de Bronce: Mad Max: Fury Road
- Flipesci a mejor director: George Miller (Mad Max: Fury Road)
- Flipesci a mejor actriz: Julianne Moore (Maps to the stars)
- Flipesci a mejor actor: Jake Gyllenhaal (Nightcrawler)
- Flipesci a mejor actriz secundaria: ex aequo Kristen Stewart (Clouds of Sils Maria) y Antonia Zegers (El club)
- Flipesci a mejor actor secundario: J.K. Simmons (Whiplash)
- Flipesci a mejor guion: Guillermo Calderón, Daniel Villalobos y Pablo Larraín (El club)
- Flipesci a mejor banda sonora original: Junkie XL (Mad Max: Fury Road)

### Flipescis Festival Internacional de Cannes 2016
- Gran Flipesci Cannois: Aquarius de Kleber Mendonça Filho

### Flipescis del 64 Festival Internacional de Cine de San Sebastián[19]
- Sección Oficial: Gran Flipesci de Oro: Lady Macbeth de William Oldroyd
- Sección Perlas: La llegada de Denis Villeneuve

### Flipescis de la XXVII Semana de Cine Fantástico y de Terror de San Sebastián[20]
- Gran sustito de Oro: Train to Busan de Yeon Sang-ho

### Flipescis anuales 2017[8]
- Flipesci a mejor película: Carol de Todd Haynes
- Flipesci de plata: La llegada de Dennis Villeneuve
- Flipesci de Bronce: El hijo de Saúl de László Nemes
- Flipesci a mejor director: Todd Haynes (Carol)
- Flipesci a mejor actriz: Cate Blanchett (Carol)
- Flipesci a mejor actor: Michael Fassbender (Steve Jobs)
- Flipesci a mejor actriz secundaria: Jennifer Jason Leigh (The Hateful Eight)
- Flipesci a mejor actor secundario: Jeff Bridges (Hell or High Water)
- Flipesci a mejor guion: Eric Heisserer (La llegada)
- Flipesci a mejor banda sonora original: Jóhann Jóhannsson (La llegada)

### Flipescis Festival Internacional de Cannes 2017[21]
- Gran Flipesci Cannois: You Were Never Really Here de Lynne Ramsay
- Flipesci L'autre Cannes: A fabrica de nada de Pedro Pinho

### Flipescis en la Mostra de Venecia 2017
- Gran Flipesci Vaporetto: Madre! (Darren Aronofsky)

### Flipescis del 65 Festival de San Sebastián[22]
- Sección Oficial, Gran Flipesci de Oro: Pororoca (Constantin Popescu)
- Flipesci Perlas: Madre! (Darren Aronofsky)
- Flipesci Zabaltegi: No intenso agora (João Moreira Salles)
- Flipesci NNDD: Pailalim (Daniel Palacio)

### Flipescis en la XXVIII Semana de Terror de San Sebastián
- Gran Sustito de Oro: Hounds Of Love (Ben Young)

### Flipescis Anuales 2018[23]
- Mejor película: La La Land
- Mejor director: Ex aequo Ruben Östlund (The Square) y Lynne Ramsay (En realidad nunca estuviste aquí)
- Mejor Actriz: Sonia Braga (Aquarius)
- Mejor Actor: Joaquin Phoenix (En realidad nunca estuviste aquí)
- Mejor actriz secundaria: Michelle Williams (Manchester frente al mar)
- Mejor actor secundario: Mahersala Ali (Moonlight)
- Mejor guion: Ruben Östlund (The Square)
- Mejor Banda Sonora Original: Justin Hurwitz (La La Land)

### Flipescis en la Mostra de Venecia 2018[24]
- Gran Flipesci Vaporetto: Sunset (László Nemes)

### Flipescis en Cannes 2018[25]
- Gran Flipesci Cannois: Burning (Lee Chang-dong)
- Flipesci L'autre: Long Day's Journey Into The Night (Bi Gan) (Presentada en Un Certain Regard)

### Flipescis del 66 Festival de San Sebastián[26]
- Flipesci Zinemaldia: Quién te cantará (Carlos Vermut)
- Flipesci Perlas: Roma (Alfonso Cuarón)
- Flipesci NNDD: The Third Wife (Ash Mayfair)

### Flipescis en la XXIX Semana de Terror de San Sebastián[27]
Gran Sustito de Oro: La casa de Jack (Lars Von Trier)

### Flipescis Anuales 2019[10]
- Premio Honorífico al Influencer cinematográfico para Ricardo Aldarondo
- Mejor BSO: Jonny Greenwood, por El Hilo Invisible
- Mejor Guion: Paul Thomas Anderson por El Hilo Invisible
- Mejor actor de reparto: Willem Dafoe por The Florida Project
- Mejor actriz de reparto: Lesley Manville por El hilo invisible
- Mejor actor: Daniel Day-Lewis por El Hilo Invisible
- Mejor actriz: Frances McDormand por Tres anuncios a las afueras
- Mejor dirección: Paul Thomas Anderson por El Hilo Invisible
- Mejor película: El Hilo Invisible

### Flipescis en Cannes 2019[28]
- Flipesci Cannois: Dolor y Gloria (Pedro Almodóvar)
- L’autre Flipesci: The Lighthouse (Robert Eggers)

### Flipescis en la Mostra de Venecia 2019
- Flipesci Vaporett: Martin Eden, de Pietro Marcello

### Flipescis en la XXX Semana de Terror de San Sebastián
- Gran Sustito de Oro: Bliss de Joe Begos

### Flipescis Anuales 2020
- Mejor película: Parásitos
- Mejor dirección: Bong Joon-ho por Parásitos
- Mejor actriz: Scarlett Johansson por Historia de un matrimonio
- Mejor actor: Joaquin Phoenix por Joker
- Mejor actriz secundaria: Olivia Colman por La favorita
- Mejor actor secundario: Joe Pesci por El Irlandés
- Mejor guion: Bong Joon-ho por Parasitos
- Mejor Banda Sonora: Hildur Gudnadottir por Joker y Matt Morton por Apollo 11
- Flipesci Honorífico: Coro Odriozola

### Flipescis en la Mostra de Venecia 2020
- Flipesci Vaporetto: In Between Dying de Hilal Baydarov
- Flipesci Vaporetto: Sportin’ Life de Abel Ferrara

### Flipescis en la XXXI Semana de Terror de San Sebastián
- Gran Sustito de oro: La nube de Just Philippot

### Flipescis Anuales 2021[13]
- Mejor película: El Faro
- Mejor Dirección: Robert Eggers por El Faro
- Mejor actriz: Mariana Di Girolamo por Ema
- Mejor actor: Willem Dafoe por El Faro
- Mejor Actriz de reparto: Olivia Colman por The Father
- Mejor Actor de reparto: Alfredo Castro por Algunas Bestias
- Mejor guion: Maurizzio Braucci y Pietro Marcello por Martin Eden
- Mejor Banda Sonora Original: Nicolas Jaar por Ema
- Flipesci Honorífico: Kreseala Zinekluba y Ozzinema

## Miembros del jurado[1][29]
- Javier García
- Raúl Cano Ochoa
- Ricardo Fernández
- Cristina Fernández
- Maite E.
- Xavi Roca
- Carlos Elorza
- Juan Arteaga
- Iñaki Ortiz
- Lorea Castroviejo
- Sandra Rozas
- Ana Pastor
- Alicia Pueyo
- Rodrigo
- Javier García II
- Fernando Iradier
- Johan F.
- Víctor Esquirol
- Nacho Rodríguez
- Jon Paul
- Imma Pilar